# Desportivo Brasil
Desportivo Brasil is een Braziliaanse voetbalclub en voetbalschool uit Porto Feliz die op 19 november 2005 opgericht werd.

## Traffic Group
De club werd opgericht door Traffic Group uit São Paulo, een Braziliaans sportmanagementbedrijf dat in de jaren 70 opgericht werd en uitzendrechten exploiteert van voetbal-, basketbal- en golfwedstrijden, vier zenders heeft van het Braziliaanse Rede Globo televisienetwerk en een eigen productiehuis heeft. Het Traffic Group heeft vestigingen in de Verenigde Staten (Traffic Sports USA in Miami) en Europa (Traffic Sports Europe in Lissabon en Amsterdam) en heeft door activiteiten in voetbaltransfers naast Desportivo Brasil ook de Portugees club GD Estoril-Praia en Fort Lauderdale Strikers in de Verenigde Staten.

## Voetbalschool
Desportivo Brasil richt zich op jeugdspelers tussen de 13 en 20 jaar die worden voorbereid op het profvoetbal. Het doel is de talenten onder te brengen bij profclubs in binnen en buitenland. De club speelde tot 2010 in het Estádio Municpal Vila Porto dat aan 5.000 toeschouwers plaatsbiedt. Nu speelt Desportivo Brasil in het Estádio Municipal Alfredo Chiavegato in Jaguariúna waar 15.000 toeschouwers plaats kunnen nemen.
De club heeft een samenwerkingsverband met GD Estoril-Praia, Miami FC (beiden filialen van Traffic Group), Ituano FC, SK Brann en Manchester United. Desportivo Brasil heeft alleen jeugdelftallen en verhuurt veel spelers aan haar partners en andere clubs. Ook dient de club als intermediair voor spelers wier zaken door Traffic Group behartigd worden en nooit voor de club zullen spelen maar alleen namens de club verhuurd worden.
In 2016 werd de club vicekampioen en promoveerde zo naar de Campeonato Paulista Série A3. De club bereikte drie keer op rij de eindronde om promotie en, nadat ze er tweemaal uit waren gegaan in de eerste ronde, in 2019 de halve finale, die verloren werd van Monte Azul.

## Bekende (oud)-spelers
- Henrique Adriano Buss
- Keirrison de Souza Carneiro
- Cleiton Xavier
- Paulo Henrique Carneiro Filho
- Mauro Júnior